# Саків Тарас Степанович
Тарас Степанович Саків (нар. 19 листопада 1997) — український футболіст, захисник футбольного клубу «Буковина».

## Життєпис
Саків вихованець футбольних шкіл різних клубів, в том числі «Шахтаря» (Донецьк) та «Динамо» (Київ).
У 2014 році виступав в аматорських змаганнях за бурштинський «Енергетик». Взимку 2015 року перейшов до полтавської «Ворскли», у футболці якої почав виступати в молодіжному чемпіонаті України. У березні 2017 року був переведений до першої команди полтавців, які виступали в Прем'єр-лізі. Дебютував за першу команду «Ворскли» 1 квітня 2017 року, вийшовши на заміну в поєдинку Української Прем'єр-ліги проти луцької «Волині». Загалом за три роки провів за «біло-зелених» 25 поєдинків, 2 з них припали на груповий етап Ліги Європи — проти лондонського «Арсенала» та лісабонського «Спортінга».
На початку 2020 року став гравцем першолігового «Руху» (Львів), за який до кінця сезону зіграв 6 матчів і допоміг посісти друге місце та вийти до Прем'єр-ліги, вперше в історії клубу. Там Тарас навіть встиг зіграти у 1 турі — проти своєї колишньої команди «Ворскли», після чого у вересні розірвав контракт з клубом та приєднався до іншого абсолютного дебютанта УПЛ  «Минаю».

## Досягнення
- Прем'єр-ліга України:
  -  Бронзовий призер (1): 2017/18
- Перша ліга України:
  -  Срібний призер (2): 2019/20, 2023/24